# الفحص العصبي للطرف العلوي

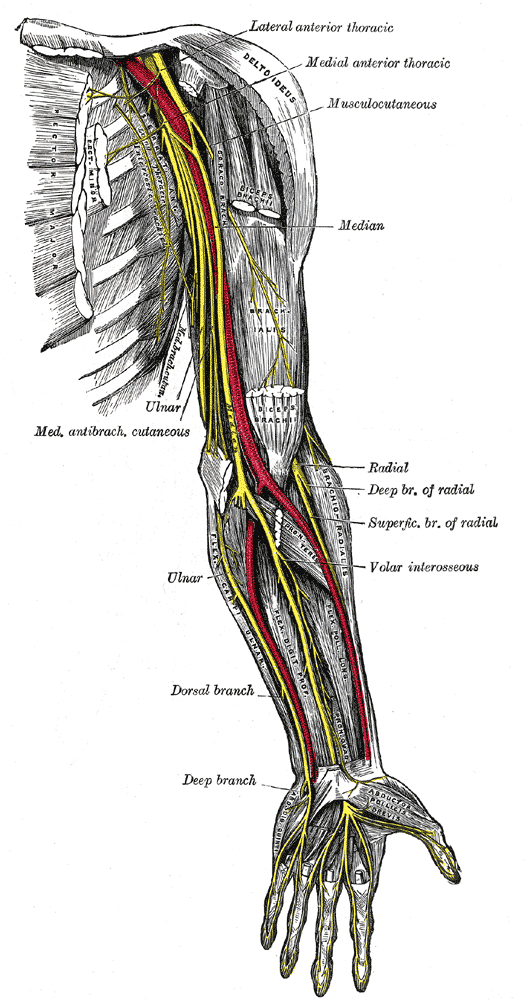
أعصاب الذراع اليسري

يعد الفحص العصبي للطرف العلوي جزءًا من الفحص العصبي، يستخدم لتقييم الأعصاب الحركية والحسية التي تعصب الطرفين العلويين. يساعد هذا التقييم في الكشف عن وجود آفة في الجهاز العصبي، إذ يُستخدم كوسيلة كشف وفحص في آن واحد. يستفيد الطبيب من نتائج الفحص المجموعة مع السوابق المفصلة للمريض في الوصول إلى تشخيص محدد أو تفريقي. يُمكِّن هذا الأمر الطبيب من مباشرة العلاج عند التوصل إلى تشخيص محدد، أو طلب مزيد من الفحوصات في حال وضع تشخيصات تفريقية.

## هيكل الفحص
يُجرى الفحص بالتسلسل:
1. الفحص العام.
2. توتر العضلات.
3. القوة.
4. المنعكسات.
5. التناسق.
6. الحس.

### الفحص العام
يُكشف الجزء العلوي من الجسم ويُجرى التأمل العام عند نهاية السرير. تشمل علامات المرض العصبي ما يلي:
- الضمور: قد يشير إلى وجود مرض عصبون محرك أو آفة في العصبون المحرك السفلي. قد يشير أيضًا إلى حدوث ارتشاح موضعي في الأعصاب مثل الارتشاح في الضفيرة العضدية في أورام الرئة القمية، الذي يسبب ضمور عضلات اليد الصغيرة.
- الارتجاف الحزمي: هي تقلصات صغيرة في العضلات تُظهر على شكل حركات تحت الجلد. تحدث في آفات العصبون المحرك السفلي.
- الحركات اللاإرادية: لها أنواع مختلفة، وتعتبر جميعها مزعجة بالنسبة للمريض وتسبب له الإحراج في الأماكن العامة. تُصنف إلى الرعاش والرقاص والكنع والحركات الرقصية النصفية وخلل التوتر العضلي والارتجاج العضلي والعرات.

### توتر العضلات
تُمسك اليد بوضعية المصافحة ويُحرك الذراع في اتجاهات مختلفة لتحديد التوتر. التوتر هو التقلصات الأساسية في العضلات أثناء الراحة. قد يكون التوتر طبيعي، أو يكون مرضي ويشير إلى وجود مرض مستبطن. يمكن أن يكون التوتر أقل من الطبيعي (مرونة) أو أعلى من الطبيعي (تيبس أو صمل).

### القوة
تُختبر قوة العضلات في وضعيات مختلفة ضد المقاومة.

### المنعكسات
تتواجد 3 منعكسات يجب اختبارها في العضد. تشمل هذه المنعكسات منعكس العضلة ذات الرأسين ومنعكس العضلة ثلاثية الرؤوس ومنعكس الكب والاستلقاء. قد تكون المنعكسات مشتدة اشتدادًا مرضيًا أو غائبة. في حال غيابها، يمكن تحريض المنعكس من خلال التعزيز وذلك بأن يُطلب من المريض الضغط على فكه.

### التناسق
تُختبر ثلاثة جوانب منفصلة للتناسق:

#### اختبار أنف - إصبع
تختبر هذه المناورة خلل القياس.
يضع الفاحص يده أمام المريض، ويُطلب منه أن يلمس يد الفاحص ثم يلمس أنفه ويكرر الحركة لعدة مرات. يجب أن تكون المسافة بين يد الفاحص وأنف المريض أكبر من طول ساعد المريض، بحيث يحتاج المريض إلى تحريك مفصل الكتف ومفصل المرفق أثناء الاختبار بدلًا من تحريك مفصل المرفق فقط.
يمكن للفرد السليم أن يلمس الأنف ويد الفاحص لمسًا دقيقًا بسهولة، في حين يفشل المريض المصاب بخلل القياس في لمس الأنف واليد باستمرار.

#### الكب - الاستلقاء السريع
تختبر هذه المناورة خلل تناوبية الحركات.
يُطلب من المريض النقر على كف إحدى يديه بأصابع اليد الأخرى، ثم تدوير الأصابع بسرعة والنقر على راحة اليد بظهر الأصابع وتكرار الحركة. يُطلب من المريض التصفيق بسرعة قدر استطاعته.
يبدي المريض المصاب بخلل تناوبية الحركات خللًا في معدل التناوب، وإكمال التتابع، وفي تباين السعة في التنسيق الحركي والتسلسل.

#### حركة العضلة الكابة
تُبسط الذراعان ويُطلب من المريض إغلاق عينيه. يعد الطبيعي ألا تتحرك اليدان.

### الحس
تُختبر الجوانب الخمسة للحس كالتالي:
1. حس اللمس: يُختبر باستخدام الصوف القطني.
2. حس الألم: يُختبر بواسطة دبوس عصبي.
3. الحس العميق (الإحساس بوضع المفصل): يُختبر عن طريق تحريك الإبهام والمريض مغلق العينين، ثم يسئل المريض عما إذا كان الإبهام قد حُرك للأعلى أو للأسفل.
4. حس الاهتزاز: يُختبر باستخدام رنانة تواترها 128 هرتز توضع على المفصل الأول للإبهام.
5. حس الحرور: يُختبر بأنابيب اختبار ساخنة وباردة. يمكن استخدام الرنانة الباردة المستخدمة لاستشعار الاهتزاز كطريقة بديلة لاختبار حس الحرور.